# Jean-Benjamin Houël
Pour les articles homonymes, voir Houël.
Jean-Benjamin Houël, né à Rouen vers 1776 et mort à Rouen  le 11 avril 1853, est un dessinateur et peintre français.

## Biographie
Cousin de Jean-Pierre Houël, il étudia le dessin et la peinture sous la direction de son parent et se livra, en amateur, pendant de longues années, à la culture de ces deux arts. Il a exposé au Musée de Rouen plusieurs tableaux de genre, des paysages, des portraits et quelques dessins.

## Œuvres
- Portrait d'homme, Musée des beaux-arts de Rouen
- Portrait de femme, Musée des beaux-arts de Rouen
- Vue des Moulins de Veules
- Vue de la Cataracte du Rhin près de Schaffhouse
- Vue du Château de Mesnières
- Une Matinée d’Automne
- Œdipe et Antigone
- La Solitude
- L’Aumône
- Une Jeune Fille en prières
- Le Veuf en goguette
- La Jeune Batelière